# Amintore Fanfani
Amintore Fanfani (Pieve Santo Stefano, provincia de Arezzo, Toscana, 6 de febrero de 1908-Roma, 20 de noviembre de 1999) fue un político  y estadista italiano y presidente del Consejo de Ministros de aquel país en varias oportunidades. Fue también presidente interino entre junio y julio de 1978. Fue uno de los políticos italianos más conocidos después de la Segunda Guerra Mundial y una figura histórica de la facción de izquierda de la Democracia Cristiana. También se le considera uno de los fundadores del moderno centro-izquierda italiano.

## Biografía
Fanfani nació en Pieve Santo Stefano, en la provincia de Arezzo, Toscana, en el seno de una familia de clase media. Su padre, Giuseppe Fanfani (1878-1943), era hijo de un carpintero que consiguió estudiar y licenciarse en Derecho, iniciando la profesión de abogado y notario; mientras que su madre Annita Leo (1884-1968) era ama de casa. Fanfani, que fue el primero de nueve hermanos, creció en el seno de una familia católica observante. Fanfani fue bautizado con el nombre de Amintore Galli, que compuso el himno socialista el Himno de los trabajadores; los hermanos de Fanfani fueron bautizados de forma similar con nombres eclécticos o poco comunes.
En 1920, con sólo 12 años, Fanfani se unió a Acción Católica (AC), de la que llegó a ser líder local al cabo de unos años. Tras asistir al liceo científico de Arezzo, se licenció en Ciencias Políticas y Económicas en 1930 en la Universidad Católica de Milán, con la tesis Repercusiones y efectos económicos de la Cisma inglés.  Fue autor de varias obras importantes sobre historia económica que tratan de la religión y el desarrollo del capitalismo en el Renacimiento y la Reforma en Europa. Su tesis fue publicada en italiano y luego en inglés como Catholicism, Capitalism and Protestantism en 1935.
Bajo el régimen de Benito Mussolini, se afilió al Partido Nacional Fascista (PNF) apoyando las ideas corporativista del régimen que promovían la colaboración entre las clases, que defendió en numerosos artículos. "Algún día", escribió en una ocasión, "el continente europeo se organizará en una vasta área supranacional guiada por Italia y Alemania. Esas áreas tomarán gobiernos autoritarios y sincronizarán sus constituciones con los principios fascistas"[cita requerida].
También escribió para la revista oficial del racismo en la Italia fascista, La defensa de la raza (en italiano: La difesa della razza). En 1938, fue uno de los 330 firmantes del antisemita Manifiesto de la Raza (italiano: Manifesto della razza) - que culminó en leyes que despojaron a los judíos italianos de cualquier puesto en el gobierno, la universidad o las profesiones que muchos tenían anteriormente. Fanfani también se convirtió en profesor de la Escuela de Misticismo Fascista de Milán.
El 22 de abril de 1939, Fanfani se casó con Biancarosa Provasoli, una joven de 25 años criada en el seno de una familia burguesa de Milán. El matrimonio tuvo dos hijos y cinco hijas, nacidos entre 1940 y 1955.
Durante los años que pasó en Milán, conoció a Giuseppe Dossetti y Giorgio La Pira. Formaron un grupo conocido como los «pequeños profesores», que vivían ascéticamente en celdas de monasterio y andaban descalzos. Formaron el núcleo de Iniciativa Democrática, un ala intensamente católica pero económicamente reformista del Partido Demócrata Cristiano de posguerra, celebrando reuniones para debatir sobre catolicismo y sociedad.
En Milán, Fanfani escribió «Catolicismo y Protestantismo en el desarrollo histórico del Capitalismo», en el que proponía una audaz interpretación de los fenómenos del capitalismo, con especial referencia al condicionamiento de los factores religiosos y discrepando fundamentalmente de las tesis de Max Weber. Esta obra le situó en primera línea entre los católicos estadounidenses. Tras la rendición de Italia a las fuerzas armadas Aliadas el 8 de septiembre de 1943, el grupo se disolvió. Hasta la Liberación en abril de 1945, Fanfani huyó a Suiza esquivando el servicio militar, y organizó cursos universitarios para refugiados italianos.

## Trayectoria
A su regreso a Italia, se afilia a la recién fundada Democracia Cristiana (DC), de la que su amigo Dossetti era vicesecretario. Fue uno de los dirigentes más jóvenes del partido y protegido de Alcide De Gasperi, líder indiscutible del partido durante la década siguiente. Fanfani representaba una posición ideológica concreta, la de los católicos conservadores partidarios del intervencionismo socioeconómico, muy influyente en los años cincuenta y sesenta, pero que fue perdiendo atractivo. «El capitalismo exige tal temor a la pérdida», escribió en una ocasión, “tal olvido de la fraternidad humana, tal certeza de que el prójimo no es más que un cliente al que hay que ganar o un rival al que hay que derrocar, y todo esto es inconcebible en la concepción católica [...] Hay un abismo insalvable entre la concepción católica y la capitalista de la vida.” La iniciativa económica privada, en su opinión, sólo era justificable si se ponía al servicio del bien común. 
En las Elecciones de 1946, fue elegido diputado a la Asamblea Constituyente por la circunscripción de Siena-Arezzo-Grosseto, que seguiría siendo su bastión político durante toda su carrera. Como constituyente, fue nombrado en la Comisión que redactó el texto de la nueva Constitución republicana. El primer artículo de la nueva Constitución reflejaba la filosofía de Fanfani. Propuso un artículo que decía: «Italia es una república democrática fundada sobre el trabajo» Al cabo de dos años, en las elecciones generales de 1948, fue elegido diputado a la Cámara de Diputados italiana, con más de 35.000 votos.
Bajo De Gasperi, Fanfani asumió una sucesión de ministerios. De junio de 1947 a enero de 1950, fue ministro de Trabajo; mientras que de julio de 1951 a julio de 1953, fue ministro de Agricultura, y de julio de 1953 a enero de 1954 fue ministro del Interior en el gobierno provisional de Giuseppe Pella. Como ministro de Trabajo, desarrolló el llamado programa de la «casa Fanfani» para viviendas de trabajadores construidas por el gobierno y puso a trabajar a 200.000 desempleados italianos en un programa de reforestación. Como ministro de Agricultura, puso en marcha gran parte del programa de reforma agraria de la Democracia Cristiana.
El 28 de febrero de 1949, Fanfani puso en marcha un plan septenal de vivienda popular para aumentar el parque de viviendas económicas mediante la construcción o adquisición de alojamientos económicos. La ley también estableció un fondo especial para la vivienda, el llamado «INA-Casa», dentro del Instituto Nacional de Seguros (Istituto Nazionale delle Assicurazioni, o INA).

## Líder del partido y primer ministro

### Primer gobierno
El 12 de enero de 1954, tras sólo 5 meses en el poder, el primer ministro Giuseppe Pella se vio obligado a dimitir, tras un fuerte enfrentamiento con muchos miembros de la DC, a propósito del nombramiento de Salvatore Aldisio como nuevo ministro de Agricultura. Fanfani fue nombrado entonces por el presidente Luigi Einaudi nuevo jefe del Gobierno. Fanfani formó un Gobierno monopartidista compuesto únicamente por miembros de la Democracia Cristiana. Eligió, entre otros, a Giulio Andreotti, otro protegido de De Gasperi, como ministro del Interior, a Adone Zoli como ministro de Finanzas y a Paolo Emilio Taviani como ministro de Defensa.
Más tarde fue miembro del gabinete y primer ministro muchas veces. Era un proponente de las reformas sociales y partícipe de la renovación italiana, además de promovedor de las reformas agrarias. Entre 1965 y 1966, fue presidente de la Asamblea General de las Naciones Unidas.
Sin embargo, el gabinete sólo duró 23 días al no conseguir la aprobación del Parlamento, siendo rechazado por la Cámara de Diputados con 260 votos a favor, 303 votos en contra y 12 abstenciones de los 563 presentes. El 10 de febrero de 1954, Mario Scelba juró su cargo como nuevo primer ministro. El primer gobierno de Fanfani fue el gabinete de menor duración de la historia de la República Italiana. Desde la jubilación de De Gasperi en 1953, Fanfani se perfiló como el sucesor más probable, papel que se confirmó con su nombramiento como secretario del partido en junio de 1954, cargo que ocuparía hasta marzo de 1959.

### Secretario de la Democracia Cristiana
Como secretario, reorganizó y rejuveneció la organización nacional del partido de la Democracia Cristiana, disminuyendo su fuerte dependencia de la Iglesia católica y del gobierno nacional que había caracterizado el período de De Gasperi. Durante su mandato, entabló una estrecha relación con Enrico Mattei, consejero delegado de Eni. Siguieron siendo aliados clave hasta la fallecimiento de Mattei en octubre de 1962.
Sin embargo, su estilo activista y a veces autoritario, así como su reputación de reformador económico, hicieron que los moderados y los derechistas de la DC, que se oponían a la intromisión del Estado en la vida económica del país, le miraran con desconfianza. Su infatigable energía y su pasión por la eficacia le llevaron lejos en política, pero rara vez fue capaz de explotar plenamente las oportunidades que creaba. Como comentó una vez un anónimo pez gordo demócrata-cristiano: «Fanfani tiene colegas, socios, conocidos y subordinados, pero nunca he oído hablar mucho de sus amigos."
En mayo de 1955, el mandato de Einaudi como presidente de la República Italiana llegó a su fin, y el Parlamento tuvo que elegir a su sucesor. Fanfani promovía para el cargo al liberal Cesare Merzagora, entonces presidente del Senado. Sin embargo, el ala derecha del partido, liderada por Giuseppe Pella y Giulio Andreotti, organizó un golpe interno para que el democristiano Giovanni Gronchi fuera elegido en su lugar. La maniobra recibió el sorprendente apoyo del Partido Comunista Italiano (PCI) y del Partido Socialista Italiano (PSI), y también del Partido Nacional Monárquico (PNM) y del neofascista Movimiento Social Italiano (MSI). Tras una dura batalla y el desmoronamiento final del frente centrista, el 29 de abril de 1955 Gronchi fue elegido presidente de la República con 658 votos de un total de 883.

### Elecciones generales de 1958 y segundo gobierno
En las Elecciones generales de 1958, Fanfani se presentó como secretario de la Democracia Cristiana y principal candidato a convertirse en el próximo primer ministro. El resultado electoral fue similar al de cinco años antes. Los democristianos obtuvieron el 42,4% de los votos, casi el doble que el Partido Comunista de Palmiro Togliatti, que quedó en segundo lugar. Sin embargo, los malos resultados de los otros pequeños partidos centristas y laicos supusieron la continuación de los mismos problemas de inestabilidad política dentro de la coalición centrista que había caracterizado la legislatura anterior.
La Democracia Cristiana resultó aún más polarizada entre la facción izquierdista de Fanfani y la opuesta, que instaba a una política derechista; Fanfani relanzó su programa reformista, abogando por un diálogo con el Partido Socialista Italiano (PSI), que había interrumpido sus vínculos con los comunistas tras la Revolución Húngara. Sin embargo, un gobierno entre la DC y el PSI era probablemente demasiado prematuro debido a la fuerte oposición de la derecha de la DC, por lo que, el 2 de julio de 1958, Fanfani juró su cargo como nuevo primer ministro al frente de un gobierno de coalición con el Partido Socialista Democrático Italiano (PSDI), y un apoyo puntual del Partido Republicano Italiano (PRI).
Decidió entonces no dimitir inmediatamente como secretario de la DC, queriendo que el partido le respaldara, al menos hasta un nuevo congreso. Inició una política exterior activa, en la línea del llamado «neoatlantismo», implementando una política exterior más autónoma de Estados Unidos, presentando a Italia como la principal potencia regional de la cuenca mediterránea, tratando de evitar el aumento de la esfera de influencia de la Unión Soviética sobre los países árabes. Sin embargo, no consiguió dejar huella en la política interior, a pesar de su ambiciosa propuesta de un plan decenal para el desarrollo de la escuela pública, que fue aprobado por el Parlamento pero no se llevó a cabo. Su política económica se caracterizó por un creciente gasto público.
La concentración de poder sin precedentes que había logrado fue también la razón principal del declive de su segundo gobierno. La indignada oposición conservadora provocó una ruptura progresiva de la facción mayoritaria interna, «Iniciativa Democrática». En enero de 1959, un llamativo grupo de democristianos empezó a votar en contra de su propio gobierno, lo que obligó a Fanfani a dimitir el 26 de enero de 1959, tras sólo seis meses en el poder.  El 16 de febrero de 1959, Antonio Segni juró su cargo como nuevo primer ministro. En marzo de 1959, Fanfani dimitió también como secretario del partido, y Aldo Moro se convirtió en el nuevo líder. A las pocas semanas, fundó una nueva facción, conocida como «“”Nuove Cronache“”» («Nuevas Crónicas»).
En el congreso del partido de octubre de 1959, Moro fue ligeramente confirmado secretario, tras una batalla de ideas con Fanfani, que fue derrotado gracias al voto decisivo de la facción derechista de Mario Scelba y Giulio Andreotti.
Cuando el Partido Liberal Italiano (PLI) retiró su apoyo al gobierno de Segni, Fanfani cooperó con Moro, intentando establecer un nuevo gobierno de centro-izquierda, con un apoyo socialista puntual. Sin embargo, a este pacto se opusieron enérgicamente las jerarquías eclesiásticas, así como la oposición habitual de la derecha de la DC. Tras el fracaso de Fanfani, Fernando Tambroni fue nombrado nuevo primer ministro. Tambroni, conservador de derechas, recibió un decisivo voto de confianza por parte del neofascista Movimiento Social Italiano (MSI). El MSI había sido proscrito por cualquier tipo de poder político desde su nacimiento bajo la teoría del «Arco Constitucional», que establecía que cualquier gobierno o partido que hubiera votado la Constitución italiana, debía rechazar cualquier relación con fuerzas fascistas y monárquicas, vistas como grupos anticonstitucionales. En todo el país estallaron huelgas y revueltas que causaron algunas víctimas, y Tambroni tuvo que dimitir a los pocos meses. El 26 de julio de 1960, Fanfani volvió a la presidencia, esta vez con un programa abiertamente de centro-izquierda apoyado por la abstención del PSI.

### Tercer y cuarto gobierno
Su tercer gobierno estaba formado únicamente por ministros de la DC, e incluía también a miembros de la derecha del partido, como Giulio Andreotti, Giuseppe Pella, Mario Scelba y Guido Gonella, que ejercieron respectivamente como ministros de Defensa, Interior Presupuestos y Justicia. El gabinete contó con el apoyo externo del PSDI, el PRI y el PLI. Con Fanfani como primer ministro y Moro como secretario del partido, comenzó oficialmente el llamado periodo de Centroizquierda Orgánica.

Fanfani con John F. Kennedy en la Casa Blanca, en 1963

En febrero de 1962, tras el congreso nacional de la Democracia Cristiana, Fanfani reorganizó su gabinete y consiguió la abstención benigna del líder socialista Pietro Nenni.
Durante este mandato como primer ministro, Fanfani llevó a cabo una serie de reformas en áreas como la sanidad, la educación y la seguridad social. El 8 de abril de 1962, el gabinete introdujo amplias disposiciones relativas a las zonas edificables. Se obligó a los gobiernos locales a proporcionar planos de zonas aptas para viviendas económicas, al tiempo que se introdujo un estricto control de los precios de las zonas edificables para evitar la especulación.
El 31 de diciembre de 1962, el Parlamento aprobó una ley que ampliaba la educación obligatoria hasta los 14 años e introducía un único plan de estudios unificado, con una duración de 3 años tras la educación primaria.El 12 de agosto de 1962, Fanfani introdujo un pago de pensión complementaria, equivalente a una doceava parte de la cuantía anual de las pensiones mínimas, al tiempo que introducía complementos por hijos para los pensionistas.Además, el 5 de marzo de 1963, introdujo un plan de seguro de pensiones voluntario para las amas de casa.
En sus tres años de gobierno, gracias al apoyo clave del PSI, Fanfani aprobó la nacionalización de Enel, la compañía eléctrica nacional y la creación de la escuela media, la introducción de la fiscalidad acción. Sólo la aplicación del estatuto ordinario regiones y la reforma urbana quedaron sin completar, debido a una fuerte oposición interna en la DC. Además, el nuevo equilibrio de poder internacional marcado por la presidencia de John F. Kennedy, influyó en la política occidental a favor del reformismo, como mejor alternativa para derrotar al comunismo. Durante su mandato, Fanfani entabló una buena relación con el presidente Kennedy. Los dos líderes se reunieron por primera vez durante la Convención Nacional Demócrata de 1956 en Chicago, y en 1963, Fanfani fue invitado a la Casa Blanca. Algunos analistas informaron de que Kennedy consideraba a Fanfani un ejemplo de reformismo católico. Durante la Crisis de los misiles de Cuba, según Ettore Bernabei, fue Fanfani quien propuso la retirada de los misiles estadounidenses de medio alcance de Apulia, lo que luego dio lugar a un final pacífico de la crisis.

## Cargos que ejerció

### Cargos públicos deItalia
| Cargo                                         | Período     |
| Ministro del Interior                         | 1953 - 1954 |
| Presidente del Consejo de Ministros de Italia | 1954        |
| Presidente del Consejo de Ministros de Italia | 1958 - 1959 |
| Ministro de Relaciones Exteriores             | 1958 - 1959 |
| Presidente del Consejo de Ministros de Italia | 1960 - 1963 |
| Ministro de Relaciones Exteriores             | 1962        |
| Ministro de Relaciones Exteriores             | 1965        |
| Ministro de Relaciones Exteriores             | 1966 - 1968 |

| Cargo                                         | Período |                       |             |
| Presidente del Senado                         | 1968 - 1973 En la vida política italiana debían celebrarse elecciones presidenciales en noviembre de 1971. Amintore Fanfani, siendo presidente del Senado aceptó ser candidato, y acercándose las elecciones a Presidente de la República, que serían en noviembre de 1971, viajó a Moscú, para entrevistarse --además de los cargos protocolarios-- a los dirigentes del PCUS (Partido Comunista de la Unión Soviética). Fue en octubre de 1971. La prensa italiana no le dio ninguna importancia, ni tampoco la clase política. Sin embargo, el periodista español, corresponsal en Roma de Europa Press, dio la noticia de fuentes muy fiables que el viaje de Fanfani a Moscú obedecía a convencer a los altos dirigentes del PCUS para que intervinieran cerca del PCI (Partido Comunista Italiano) para que fuera elegido Presidente de la República. La noticia saltó der Madrid a Roma y Amintore Fanfani fue ridiculizado por los dirigentes del PCI, partido que quería romper públicamente la influencia que el PCUS había tenido en el pasado, sobre todo después de la invasión de Checoslovaquia que derribó a Alexander Dubcek. Empezaba también a prepararse el "eurocomunismo", favorecido por Secretario General del PCI, Enrico Berlinguer, quien sucedió a Luigi Longo, en marzo de 1972. Al fin se celebraron las elecciones presidenciales, en Italia, pero el Partido Comunista no se movió del voto en contra a Amintore Fanfani, que no obtuvo la mayoría de los votos requeridos. Para las elecciones presidenciales se ne3cesitaban los dos tercios de la Cámara de Diputados y del Senado para ser elegido. Pasadas las tres elecciones reglamentarias, tuvieron que reunirse de nuevo las dos cámaras italianas para proceder a otros candidatos. La Democracia Cristiana obtuvo el consenso general para elegir a Giovanni Leone, presidente. Este resultó elegido en diciembre de 1971. Fuente, Salvador ASragonés Vidal, corresponsal de Europa Press en Roma, del 1969 al 1977, y también la prensa italiana de octubvre de 1971 | Presidente del Senado | 1976 - 1978 |
| Presidente de Italia                          | 1978 |                       |             |
| Presidente del Senado                         | 1978 - 1982 |                       |             |
| Presidente del Consejo de Ministros de Italia | 1982 - 1983 |                       |             |
| Presidente del Senado                         | 1985 - 1987 |                       |             |
| Presidente del Consejo de Ministros de Italia | 1987 |                       |             |
| Ministro del Interior                         | 1987 - 1988 |                       |             |

### Internacionales y partidarios
| Cargo                                                    | Período     |
| Secretario del Partido Demócrata Cristiano de Italia     | 1954 - 1959 |
| Secretario del Partido Demócrata Cristiano de Italia     | 1973 - 1975 |
| Presidente de la Asamblea General de las Naciones Unidas | 1965 - 1966 |
| Poseedor de una banca en el G8                           | 1987        |

### Predecesores y sucesores en el cargo
| Predecesor: Giuseppe Romita       | Ministro de Trabajo de Italia 1947-1950                  | Sucesor: Achille Marazza       |
| Predecesor: Antonio Segni         | Ministro de Agricultura de Italia 1951-1953              | Sucesor: Rocco Salomone        |
| Predecesor: Mario Scelba          | Ministro del Interior de Italia 1953-1954                | Sucesor: Giulio Andreotti      |
| Predecesor: Giuseppe Pella        | Presidente del Consejo de Ministros de Italia 1954       | Sucesor: Mario Scelba          |
| Predecesor: Alcide De Gasperi     | Secretario nacional de la Democracia Cristiana 1954-1959 | Sucesor: Aldo Moro             |
| Predecesor: Adone Zoli            | Presidente del Consejo de Ministros de Italia 1958-1959  | Sucesor: Antonio Segni         |
| Predecesor: Giuseppe Pella        | Ministro de Asuntos Exteriores de Italia 1958-1959       | Sucesor: Giuseppe Pella        |
| Predecesor: Fernando Tambroni     | Presidente del Consejo de Ministros de Italia 1960-1963  | Sucesor: Giovanni Leone        |
| Predecesor: Aldo Moro             | Ministro de Asuntos Exteriores de Italia 1965            | Sucesor: Aldo Moro             |
| Predecesor: Aldo Moro             | Ministro de Asuntos Exteriores de Italia 1966-1968       | Sucesor: Giuseppe Medici       |
| Predecesor: Ennio Zelioli-Lanzini | Presidente del Senado de la República 1968-1973          | Sucesor: Giovanni Spagnolli    |
| Predecesor: Arnaldo Forlani       | Secretario nacional de la Democracia Cristiana 1973-1975 | Sucesor: Benigno Zaccagnini    |
| Predecesor: Benigno Zaccagnini    | Presidente de la Democracia Cristiana 1976               | Sucesor: Aldo Moro             |
| Predecesor: Giovanni Spagnolli    | Presidente del Senado de la República 1976-1982          | Sucesor: Tommaso Morlino       |
| Predecesor: Giovanni Spadolini    | Presidente del Consejo de Ministros de Italia 1982-1983  | Sucesor: Bettino Craxi         |
| Predecesor: Francesco Cossiga     | Presidente del Senado de la República 1985-1987          | Sucesor: Giovanni Malagodi     |
| Predecesor: Bettino Craxi         | Presidente del Consejo de Ministros de Italia 1987       | Sucesor: Giovanni Goria        |
| Predecesor: Oscar Luigi Scalfaro  | Ministro del Interior de Italia 1987-1988                | Sucesor: Antonio Gava          |
| Predecesor: Emilio Colombo        | Ministro de Presupuestos de Italia 1988-1989             | Sucesor: Paolo Cirino Pomicino |

- Datos: Q273228
- Multimedia: Amintore Fanfani / Q273228